# 许白昊
许白昊（1899年—1928年6月6日），湖北省应城县人。中国共产党早期领导人，工人运动活动家。

## 生平
许白昊幼年父母双亡，以半工半读毕业于武昌甲种工业学校机械科。后到上海、杭州工厂任修机匠，后又考入浙江省立工业学校学习。1919年弃学去上海从事劳工运动。
1921年8月加入中国劳动组合书记部，同年底赴苏联莫斯科，出席次年1月召开的远东各国共产党及民族革命团体第一次代表大会。1922年春回国加入中国共产党，到武汉负责中国劳动组合书记部长江分部领导工作。7月16日至23日，作为湖北代表出席在上海召开的中国共产党第二次全国代表大会。
10月被选为湖北全省工团联合会（原武汉工团联合会）秘书兼组织部副主任。1923年2月初赴郑州参加京汉铁路总工会成立盛典，积极发动湖北各工团声援二七大罢工。不久被推选为湖北全省工团联合会执行委员，并任中共武汉区执行委员会委员。1927年4至5月出席在武昌召开的中国共产党第五次全国代表大会，被选为中共中央监察委员和中央工人运动委员会委员。
七一五事变后他逃亡于上海公共租界，担任中共上海总工会党团书记兼总工会组织部部长。1928年2月17日因唐瑞林举报，与陈乔年、郑复他等11人同时被捕。
1928年6月6日，他在上海与陈乔年、郑复他同时被处决。
妻子秦怡君，许遇害后，秦改嫁李求实。